# Frederick C. Robbins
Frederick Chapman Robbins, född 25 augusti 1916 i Auburn i Alabama, död 4 augusti 2003 i Cleveland i Ohio, var en amerikansk nobelpristagare.

## Biografi
Robbins utnämndes år 1952 till professor i pediatrik vid Case Western Reserve University. Han valdes in i American Academy of Arts and Sciences år 1962. Från 1966 och framåt, var Robbins dekanus för School of Medicine vid Case Western. Han ledde läkarutbildningen där fram till 1980 då han tillträdde ordförandeskapet i National Academy of Sciences Institute of Medicine.
År 1954 erhöll han, tillsammans med John Franklin Enders och Thomas Huckle Weller Nobelpriset i fysiologi eller medicin för upptäckten att poliovirus kan föröka sig i vävnadskulturer. Detta banande väg för det poliovaccin som utvecklades av Jonas Salk och Albert Sabin.